# Manuel de Orleans
Manuel Luis de Orleans y de Watteville, II conde (posteriormente, I duque de Charny) (Bruselas, 25 de agosto de 1677 - Nápoles, 14 de mayo de 1740) fue un militar y aristócrata al servicio de Felipe V de España y del Reino de Nápoles.

## Biografía
Era hijo ilegítimo de Luis de Orléans, conde de Charny, quien a su vez era hijo ilegítimo de Gastón de Orleans, hermano de Luis XIII de Francia e hijo de Enrique IV de Francia. Era por tanto bisnieto de Enrique IV de Francia. Su padre había luchado a favor del rey de España en la guerra de la independencia de Portugal, fue gobernador de Orán y murió en 1692.
En 1698 ingresó en la Orden de Santiago y en 1703 fue nombrado maestro de campo de uno de los tercios levantados en Extremadura; en 1706 ascendió a brigadier y participó en la batalla de Almansa. En 1707 fue nombrado hidalgo de cuarto, gobernador de Denia e inspector de Infantería de los Reinos de Valencia, Murcia y Aragón. En 1711 ascendió a mariscal de campo y en 1719 a teniente general, a la vez que era nombrado gobernador de Jaca.

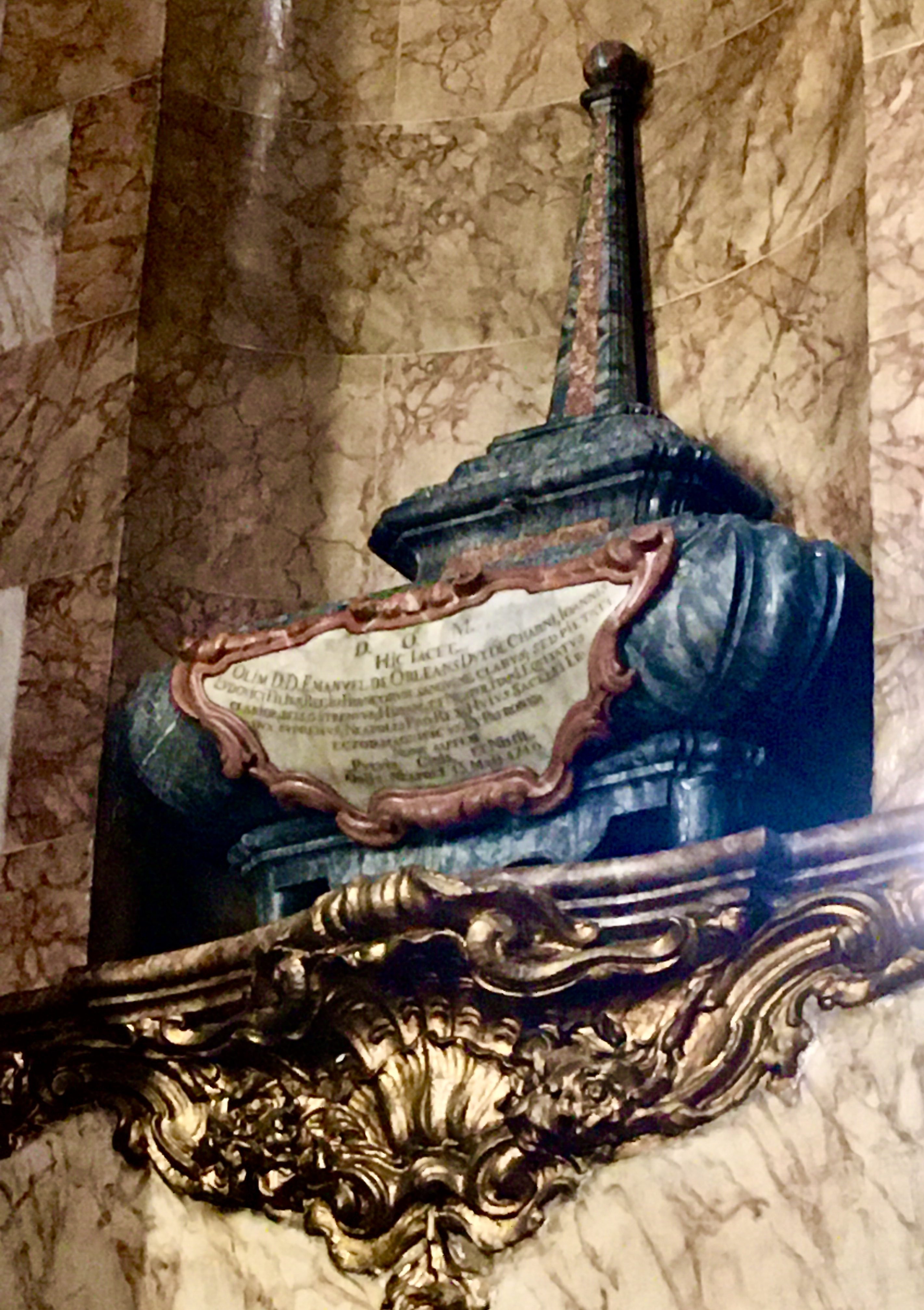
Sepulcro de Manuel de Orleans en la Basílica Pontificia de San Miguel (Madrid)

De 1721 a 1722 fue capitán general de Aragón. En 1725 fue nombrado Gobernador de Ceuta, ciudad en la cual todavía se ve un escudo heráldico en el muro occidental de la fortificación denominada Contraguardia de San Francisco Javier. En 1731 dejó Ceuta y fue destinado a Italia. Comandó un contingente de 6.000 soldados que llegó a Liorna el 26 de octubre, para defender los derechos de Carlos de Borbón sobre el Gran Ducado de Toscana y el Ducado de Parma. Como estaba previsto en el artículo X del Tratado de Sevilla, para permitir el desembarco en Florencia y en nombre de las tropas españolas, juró públicamente fidelidad al gran duque Juan Gastón de Médici y a su heredero Carlos, quien desembarcó el 27 de diciembre de 1731.
En 1733 estalló la Guerra de Sucesión Polaca, que enfrentó a España contra Austria, fue nombrado teniente general y asumió el mando del ejército enviado a conquista de las Dos Sicilias por Carlos de Borbón, bajo las órdenes del capitán general José Carrillo de Albornoz, duque de Montemar. Después de la entrada de los españoles, dirigió el asedio de Castel Sant'Elmo, que se rindió tras cinco días, el 25 de abril de 1734. Después de la entrega, con un gesto de cortesía militar inusual en esta época, invitó al derrotado comandante austríaco, el conde de Lossada, a cenar con sus oficiales. Fue nombrado capitán general de los Reales Ejércitos, en 1735 fue unos meses virrey de Nápoles durante la ausencia de Carlos de Borbón y en 1736 recibió el título napolitano de duque y fue nombrado consejero de Estado. En 1737 fue nombrado Capitán General de las Dos-Sicilias, cargo que ocupó hasta su muerte, acaecida en Nápoles en mayo de 1740.
En un primer momento fue enterrado en la basílica de San Pablo de Nápoles de los Teatinos de Nápoles. Posteriormente los restos se trasladaron a la actual basílica de San Miguel de Madrid. Sus restos se encuentran en un pequeño sepulcro de una capilla lateral. En la misma capilla se encuentra otro sepulcro con las cenizas de su padre, que fue quien mandó construir la capilla a sus expensas. Las cenizas del padre se inhumaron en la basílica en una ceremonia que tuvo lugar el 13 de julio de 1740. Posteriormente se inhumarían las de Manuel de Orleans.

## Órdenes
- Caballero de la orden de Santiago. (1698, reino de España)
- Comendador de Almuradiel en la orden de Calatrava. (1728, reino de España)[17]
- Caballero de la orden de San Genaro. (6 de julio de 1738,  Reino de Nápoles)[18]